# Kraftwerk Smijiw
Das Kraftwerk Smijiw ist ein Kohlekraftwerk in Sloboschanske, Oblast Charkiw, Ukraine. Es ist im Besitz von Centrenergo und wird auch von Centrenergo betrieben. Das Kraftwerk ist nach Luftangriffen der russischen Arme im März 2024 nicht mehr betriebstauglich.

## Kraftwerksblöcke
Das Kraftwerk besteht aus insgesamt 10 Blöcken, die von 1960 bis 1969 in Betrieb gingen. Die folgende Tabelle gibt einen Überblick:
| Block | Max. Leistung (MW) | Betriebsbeginn | Turbine | Generator   | Dampfkessel | Status     |
| ----- | ------------------ | -------------- | ------- | ----------- | ----------- | ---------- |
| 1     | 175                | 1960           | LMZ     | Electrosila | Taganrog    | in Betrieb |
| 2     | 175                | 1961           | LMZ     | Electrosila | Taganrog    | in Betrieb |
| 3     | 175                | 1962           | LMZ     | Electrosila | Taganrog    | in Betrieb |
| 4     | 175                | 1963           | LMZ     | Electrosila | Taganrog    | in Betrieb |
| 5     | 175                | 1964           | LMZ     | Electrosila | Taganrog    | in Betrieb |
| 6     | 175                | 1965           | LMZ     | Electrosila | Taganrog    | in Betrieb |
| 7     | 275                | 1967           |         |             |             | in Betrieb |
| 8     | 320                | 1968           |         |             |             | in Betrieb |
| 9     | 275                | 1969           |         |             |             | in Betrieb |
| 10    | 275                | 1969           |         |             |             | in Betrieb |